# Saue kommun
Saue kommun (estniska: Saue vald) är en kommun i landskapet Harjumaa i nordvästra Estland. Kommunen ligger cirka 20 kilometer sydväst om huvudstaden Tallinn. Staden Saue utgör kommunens centralort.
Den nuvarande kommunen bildades den 24 oktober 2017 genom en sammanslagning av den dåvarande kommunen Saue med staden Saue samt de båda landskommunerna Kernu och Nissi.

## Orter
I Saue kommun finns en stad, tre småköpingar och 51 byar.

### Städer
- Saue (centralort)

### Småköpingar
- Laagri
- Riisipere
- Turba

### Byar
- Aila
- Allika
- Alliku
- Aude
- Ellamaa
- Haiba
- Hingu
- Hüüru
- Jaanika
- Jõgisoo
- Kaasiku
- Kabila
- Kernu
- Kibuna
- Kiia
- Kirikla
- Kivitammi
- Kohatu
- Koidu
- Koppelmaa
- Kustja
- Laitse
- Lehetu
- Lepaste
- Madila
- Maidla
- Metsanurga
- Munalaskme
- Mustu
- Muusika
- Mõnuste
- Nurme
- Odulemma
- Pohla
- Pällu
- Pärinurme
- Püha
- Rehemäe
- Ruila
- Siimika
- Tabara
- Tagametsa
- Tuula
- Valingu
- Vanamõisa
- Vansi
- Vatsla
- Vilumäe
- Viruküla
- Ääsmäe
- Ürjaste

## Kommunvapnet
Nuvarande Saue kommun bildades av fyra kommuner som alla hade ett vapen. Inför bildandet av den nuvarande kommunen beslutades dock att inte återanvända något av dessa utan istället utlystes under år 2016 en designtävling med syfte att ta fram ett nytt kommunvapen.
Av 59 inkomna bidrag valdes en komposition ritad av Kaarel Vahtramäe. De fyra ekbladen respektive ekollonen symboliserar att den nya kommunen har bildats genom en sammanslagning av fyra tidigare kommuner. Färgsättningen i rött och silver är hämtade från Harjumaa landskapsvapen och syftar på kommunens landskapstillhörighet.

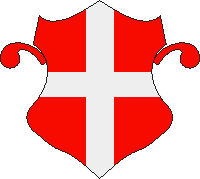
Saue gamla kommunvapen.
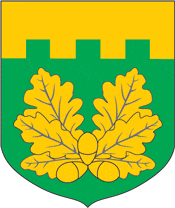
Saue stadsvapen från 1997.
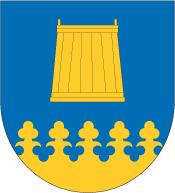
Kernu kommunvapen från 1997.
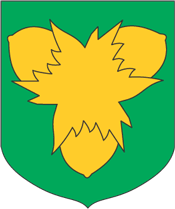
Nissi kommunvapen från 1994.